# Percenni
Percenni (Percennius) fou un soldat romà que anteriorment havia estat empleat d'un teatre. Fou un dels que va dirigir la gran revolta o motí de les legions romanes a Pannònia, just al començament del regnat de Tiberi l'any 14 (les VIII Augusta, IX Hispana i XV Apollinaris). Fou executat per orde de Drus Cèsar poc després de la seva arribada al camp.